# حساب دریافتنی
حساب دریافتنی یا طلب از مشتری نماینده مطالبات واحد تجاری از بدهکاران است که در نتیجه فروش مواد یا ارائه خدمات به‌طور نسیه ایجاد شده‌است و رسمیتش از سند دریافتنی کمتر است.